# 雅各布三世 (巴登-哈希貝格)
雅各布三世（德語：Jakob III.，1562年5月26日—1590年8月17日），巴登-哈希貝格藩侯，巴登-杜拉赫藩侯卡爾二世的次子。
1584年，雅各布與屈倫博赫-帕蘭特的伊莉莎白（Elisabeth van Culemborg-Pallandt）結婚，兩人共有1子2女：
1. 安娜（1587年—1649年）
2. 雅各碧（1589年—1625年）
3. 恩斯特（1590年—1591年），夭折

雅各布於1590年去世，他的遺孀於隔年改嫁霍亨索倫-錫格馬林根伯爵卡爾二世。